# Baharlar, Tavas
Baharlar là một thị trấn thuộc huyện Tavas, tỉnh Denizli, Thổ Nhĩ Kỳ. Dân số thời điểm năm 2010 là 867 người.